# La Periódico-manía
La Periódico-manía fue un periódico editado en la ciudad española de Madrid entre 1820 y 1821, durante el Trienio Liberal.

## Historia
De carácter satírico y editado en Madrid, se imprimió primero en la imprenta de Collado, más tarde lo haría en la de la Viuda de Aznar. Fue publicado entre 1820 y 1821 y salía generalmente en números de veinticuatro páginas, que no incluían fecha de publicación. Satirizaba y citaba el resto de periódicos coetáneos. Según Ramón de Mesonero Romanos en sus Memorias de un setentón, habría sido redactado por el abogado Francisco Camborda.